# Södra Älgtjärnet
Södra Älgtjärnet är en sjö i Arvika kommun i Värmland och ingår i Göta älvs huvudavrinningsområde. Sjön är 8,3 meter djup, har en yta på 0,03 kvadratkilometer och befinner sig 221 meter över havet.